# 獨立機關
獨立機關，亦稱「獨立機構」，是政府機構的一種類型。為了讓政府組織更有效率、更加專業，並且兼具彈性，獨立機關的建制是主要已開發國家考量的組織型態之一。而其業務的職掌應該兼顧權力分立、責任政治的原則，謹慎規劃設計，並且有決策和執行特別需求專業化、去政治化或需要充分顧及政治和社會多元價值的公共事務，才交由獨立機關處理。獨立機關除了為超然行使職權所為的政策規劃執行之外，僅負責提供裁決性、管制性或調查性的公共任務，不宜兼負政策諮詢、政策協調統合的作用。

## 功能
除了必須具備獨立行使職權的的特性之外，獨立機關是指為了執行特別需求專業化、去政治化充分顧及政治和社會多元價值的公共事務而設置，故主要是負責提供監理、管制、裁決或者是調查的公共任務，不應該負責政策制定或是政策協調統合的功能。
獨立機關應該依據法律獨立行使職權，自主運作，除了法律另外的規定之外，不受其他機關指揮、監督。其業務職掌應該兼顧權力分立、責任政治原則，謹慎規劃設計並且擁有決策、執行特別任務需要專業化、去政治化或必須充分顧及政治和社會多元價值的公共事務，方由獨立機關處理。除了為超然行職權所為的政策規劃之外，僅負責提供裁決性、管制性、調查性的公共任務，不宜肩負政策諮詢、政策協調統合的功能。

## 特性
1. 合議制：除了特殊需求之外，委員人數由5人－11人為原則，其中一人為主任委員、一人為副主任委員；委員之中具有同一黨籍者不得超過一定比例，並且應為專任。
2. 委員的任命，應該配合政務職位的設計並且依據法律規定，委員有任期上的保障並且採取任期交錯制，其任期期限和任命程序應該在法律之中明文規定。
3. 獨立機關的委員不是內閣閣員，不需要參與內閣的政務運作和內閣院會。
4. 獨立機關的委員皆政務人員，其職位的決定應該考量獨立機關的地位、規模。
5. 委員的選任應該著重其專業性，並且得規範應該具備的專業資格。

## 中華民國

### 法源
中華民國九十九年二月三日總統華總一義字第 09900024181 號令修正之《中央行政機關組織基準法》
第 21 條 獨立機關合議制之成員，均應明定其任職期限、任命程序、停職、免職之規定及程序。但相當二級機關之獨立機關，其合議制成員中屬專任者，應先經立法院同意後任命之；其他獨立機關合議制成員由行政院長任命之。行政院長為前項任命時，應指定成員中之一人為首長，一人為副首長。
第一項合議制之成員，除有特殊需要外，其人數以五人至十一人為原則，具有同一黨籍者不得超過一定比例。
職權
- 主要決策應該經過委員會議通過；委員會議的議事程序、決議方法應於其組織法明文規定。
- 負責專業管制性的業務的獨立機關於訂定法規、命令或做成行政處分時，應該實踐行政程序法所訂定的相關程序。
- 應該依據所負責業務性質公開資訊。

對獨立機關的監督
- 獨立機關所做的決策不受行政院或其他行政機關的合法性與適當性監督。
- 對獨立機關所做的決定不服者，應該直接提出行政訴訟。不過現行實務上，對中選會之行政處分不服因相關法律無特別規定，仍需先向行政院提起訴願。行政法院就其屬案件之中獨立機關所做的決定僅為適法性監督，在專業判斷上應尊重獨立機關。
- 立法院依然得藉由立法規範、預算審查甚至行使人事同意權，對獨立機關進行監督。獨立機關的預算於交付立法院審查時應該提出業務報告，並且接受立法委員就其業務績效所提出質詢。但是其主任委員或首長得拒絕回答其機關行政程序的個別、具體案件所提出的質詢。
- 獨立機關或其成員若有行政違法失職，監察院得對之行使糾正、糾舉、彈劾；獨立機關的預算執行情況，亦受審計部的審計監督。但是監察院就涉及獨立機關的案件所得行使的調查權限，應受到必要限制，以避免侵犯獨立機關的自主決策。
- 各個獨立機關應該就其業務職掌狀況，定期公報以促進民眾、輿論的監督。

### 獨立機關列表

#### 二級獨立機關
行政院組織法所明定：
- 中央選舉委員會
- 公平交易委員會
- 國家通訊傳播委員會

#### 三級獨立機關
- 國家運輸安全調查委員會
- 不當黨產處理委員會
- 核能安全委員會

## 中华人民共和国的特别行政区
港澳兩地的廉政公署及審計署獨立工作，只需向當地行政長官負責，為兩地憲制上之獨立機關。

#### 香港特別行政區
- 廉政公署 (香港)
- 审计署 (香港)

#### 澳門特別行政區
- 廉政公署 (澳门)
- 审计署 (澳门)

## 美国
- 美国政府独立机构

## 大韓民國[2]
- 韩国宪法法院
- 中央选举管理委员会
- 国家人权委员会